# مسجد بنات النجار
مسجد بنات النجار، من المساجد الأثرية في المدينة المنورة، والواقع تحديداً في الجنوب الشرقي من ثنية الوادع.

## موقع المسجد
ساعد موقع المسجد على الوصول إليه من طريق قباء، لأن المسجد في أول شارع فرعي لى اليمين من الطريق، ويبعد عن مسجد قباء بمسافة تُقدر بتسعمائة متر، وعن الشارع العام بمائة وعشرين متراً، وهو مقابل مسجد الجمعة، ويبعد عنه قرابة الخمسين متراً.

## تسمية المسجد
سُمي المسجد ببنات النجار نسبةً إلى بنات النجار من بنات أخوال النبي ﷺ، فعندما قدم من مكة مهاجراً إلى المدينة، قابلته بنات النجار ينشدن الأبيات الجميلة المشهورة على الألسن، وهي: 

## وصلات خارجية
- مساجد المدينة التاريخية .. عبق الماضي والسيرة العطرة.
- مساجد المدينة المنورة التاريخية.